# Gyökössy Zsolt
Gyökössy Zsolt (Körösladány, 1929. június 8. –) magyar színházi- és televíziórendező.

## Életpályája
1929-ben Körösladányban született. 1939–1947 között a békési Református Gimnázium tanulója volt. 1948-tól 1952-ig a Színház- és Filmművészeti Főiskola hallgatója volt, színházrendező szakon. 1952-1955 között a Miskolci Déryné Színház, 1955-1956 között a kecskeméti Katona József Színház, 1956–57-ben a Szegedi Nemzeti Színház, 1957–58-ben ismét a kecskeméti Katona József Színház, 1958–1961 között a győri Kisfaludy Színház, 1961–1965 között a budapesti Tarka Színpad, 1965–1979 között a Kamara Varieté tagja volt, mellette 1967–1975 között dolgozott a kaposvári Csiky Gergely Színházban is. 1979–1995 között a Magyar Televízió rendezője volt.

## Színpadi rendezéseiből
- William Shakespeare: Hamlet, dán királyfi
- Shakespeare: Szentivánéji álom
- Illyés Gyula: Az ozorai példa
- Mesterházi Lajos: Pesti emberek
- Felkai Ferenc: Cleopátra három éjszakája
- Abay Pál – Halász Rudolf – Visky A.: Csodaáruház
- Abay Pál – Romhányi József: Riói éjszakák
- Szenes Iván – Bágya András: Őfelsége, a sztár
- Garai Tamás – S. Nagy István – Szenes Iván: Tarka farsang
- Operettek, zenés vígjátékok, revü- és varietéműsorok

## Fontosabb televíziós munkái
- Fejezetek a cirkuszlexikonból (12 rész)
- Alfonzó Világszínház (benne: a Ványadt bácsi)
- Szeszélyes évszakok (1981–2004) – 180 adás
- Gálvölgyi show (1–6. rész)
- Névjegyek (4 rész)
- Születésnapi portrék (4 rész)
- A nemzet özvegye (tévéjáték)
- Heltai-est
- Móricz-est
- Szilveszteri műsorok (10-12 rész)
- Kató néni kabaréja (1-22 rész)
- Hogy volt! Hogy volt? – önarckép
- Táncoló Nagyvilág (Antal-Kudlik táncparódiái)
- Világsztárok (Antal–Kudlik énekes paródiái)
- Sportolók a porondon
- Kész Cirkusz
- Antal-show
- Bohózatalbum (2. rész)
- Telepódium (4 rész)

## Díjai
- Szocialista Kultúráért (1960)
- A Magyar Köztársasági Érdemrend lovagkeresztje (2004)